# Voto (Cantàbria)
Voto és un municipi a l'est de la Comunitat Autònoma de Cantàbria. Limita al nord amb els municipis de Bárcena de Cicero i Colindres, a l'est amb Solórzano, al sud amb Ruesga i Ramales de la Victoria i a l'oest amb Limpias i Ampuero. Inclou les localitats de Bádames (capital), Bueras, Carasa, Llánez, Nates, Padiérniga, Rada, San Bartolomé de los Montes, San Mamés de Aras, San Miguel de Aras, San Pantaleón de Aras i Secadura.

## Demografia
| 1900  | 1910  | 1920  | 1930  | 1940  | 1950  | 1960  | 1970  | 1980  | 1990  | 2000  | 2007  |
| ----- | ----- | ----- | ----- | ----- | ----- | ----- | ----- | ----- | ----- | ----- | ----- |
| 3.151 | 3.370 | 3.483 | 3.598 | 3.870 | 4.079 | 3.698 | 3.292 | 2.816 | 2.661 | 2.227 | 2.386 |

Font: INE

## Administració
| Eleccions municipals de 2003 |      |        |          |
| Partit                       | Vots | %      | Regidors |
| PP                           | 665  | 38,48% | 5        |
| PRC                          | 606  | 35,07% | 4        |
| PSOE                         | 372  | 21,53% | 2        |

| Eleccions municipals de 2007 |      |        |          |
| Partit                       | Vots | %      | Regidors |
| PSOE                         | 589  | 33,87% | 4        |
| PRC                          | 531  | 30,53% | 3        |
| PP                           | 457  | 26,28% | 3        |